# 西苑公园 (洛阳)
西苑公园是一处坐落于河南省洛阳市涧西区的南昌路与九都西路交汇处的古典式公园，西苑公园以栽培名贵珍稀植物为主，兼具游园的性质。西苑公园于1950年代末期，在隋炀帝所建的“西苑”遗址的基础上建设而起，公园总占地面积约为220亩。